# Ivan Jurić (biolog)
Ivan Jurić (Stari Mikanovci, 1940.) je redoviti je profesor na Agronomskom fakultetu Sveučilišta u Zagrebu. 
Objavio je više od stotinu znanstvenih radova te napisao brojne članke za Opću te Hrvatsku enciklopediju. Sudjelovao je u organizaciji pedesetak znanstvenih skupova. Njegova aktivnost na osnivanju dvaju novih predmeta, Povijest poljoprivrede i Populacijska genetika, najuže je vezana uz tematiku knjige Genetičko podrijetlo Hrvata. Istraživao je početke poljoprivrede na tlu Hrvatske te matematička znanja Vučedolaca. Član je Komisije za genetiku FEZ-a (Europske federacije za zootehniku). Živi u Zagrebu i na otoku Pagu.